# Landtagswahlkreis Elbe-Elster II
Der Wahlkreis Elbe-Elster II (Wahlkreis 37) ist ein Landtagswahlkreis in Brandenburg. Er umfasst die Städte Bad Liebenwerda, Doberlug-Kirchhain, Elsterwerda und Mühlberg/Elbe, die Gemeinde Röderland sowie die Ämter Elsterland, Plessa und Schradenland aus dem Landkreis Elbe-Elster. Wahlberechtigt waren bei der letzten Landtagswahl 38.869 Einwohner.

## Landtagswahl 2024
Bei der Landtagswahl 2024 wurde Volker Nothing im Wahlkreis direkt gewählt. 
Die weiteren Ergebnisse:
| Gegenstand der Nachweisung | Gegenstand der Nachweisung | Erst- stimmen | Erst- stimmen | Zweit- stimmen | Zweit- stimmen |
| Bewerber                   | Partei                     | Anzahl        | %             | Anzahl         | %              |
| -------------------------- | -------------------------- | ------------- | ------------- | -------------- | -------------- |
| Wahlberechtigte            | Wahlberechtigte            | 39.869        | 39.869        | 39.869         | 39.869         |
| Wählende                   | Wählende                   | 29.214        | 73,3 %        | 29.214         | 73,3 %         |
| Ungültige Stimmen          | Ungültige Stimmen          | 464           | 1,6 %         | 292            | 1,0 %          |
| Gültige Stimmen            | Gültige Stimmen            | 28.750        | 98,4 %        | 28.922         | 99,0 %         |
| Fabian Blöchl              | SPD                        | 7.825         | 27,2 %        | 7.370          | 25,5 %         |
| Volker Nothing             | AfD                        | 12.513        | 43,5 %        | 11.356         | 39,3 %         |
| Thomas Boxhorn             | CDU                        | 4.056         | 14,1 %        | 3.422          | 11,8 %         |
| Ruth Wagner                | GRÜNE                      | 276           | 1,0 %         | 288            | 1,0 %          |
| Aaron Birnbaum             | Die Linke                  | 975           | 3,4 %         | 438            | 1,5 %          |
| Sandra Raddatz             | BVB/FW                     | 2.723         | 9,5 %         | 803            | 2,8 %          |
| Julian Zoschke             | FDP                        | 382           | 1,3 %         | 187            | 0,6 %          |
| –                          | Tierschutzpartei           | -             | -             | 444            | 1,5 %          |
| –                          | Plus (Piraten, ÖDP, Volt)  | -             | -             | 149            | 0,5 %          |
| –                          | BSW                        | -             | -             | 4.161          | 14,4 %         |
| –                          | III. Weg                   | -             | -             | 38             | 0,1 %          |
| –                          | DKP                        | -             | -             | 15             | 0,1 %          |
| –                          | DLW                        | -             | -             | 176            | 0,6 %          |
| –                          | WU                         | -             | -             | 75             | 0,3 %          |

## Landtagswahl 2019
Bei der Landtagswahl 2019 wurde Volker Nothing im Wahlkreis direkt gewählt. Die weiteren Ergebnisse:
| Direktkandidat   | Partei           | Erststimmen in % | Zweitstimmen in % |
| ---------------- | ---------------- | ---------------- | ----------------- |
| Kerstin Weide    | SPD              | 18,7             | 23,3              |
| Sebastian Rick   | CDU              | 25,2             | 19,6              |
| Diana Bader      | Die Linke        | 9,0              | 7,8               |
| Volker Nothing   | AfD              | 30,2             | 31,7              |
| Valentine Simon  | GRÜNE            | 4,5              | 4,3               |
| Andreas Richter  | BVB/FW           | 6,9              | 4,9               |
| –                | PIRATEN          | –                | 0,7               |
| Anja Schwinghoff | FDP              | 5,5              | 4,7               |
| –                | ÖDP              | –                | 0,4               |
| –                | Tierschutzpartei | –                | 2,4               |
| –                | V-Partei³        | –                | 0,3               |

## Landtagswahl 2014
Bei der Landtagswahl 2014 wurde Anja Heinrich im Wahlkreis direkt gewählt.
Die weiteren Wahlkreisergebnisse:
| Direktkandidat   | Partei    | Erststimmen in % | Zweitstimmen in % |
| ---------------- | --------- | ---------------- | ----------------- |
| Martina Mieritz  | SPD       | 23,9             | 29,7              |
| Joachim Pfützner | Die Linke | 17,4             | 14,0              |
| Anja Heinrich    | CDU       | 40,0             | 30,2              |
| Lutz Lehmann     | GRÜNE     | 2,7              | 2,2               |
|                  | FDP       |                  | 1,1               |
|                  | NPD       |                  | 3,6               |
| Daniel Mende     | BVB/FW    | 13,0             | 4,9               |
|                  | REP       |                  | 0,3               |
|                  | DKP       |                  | 0,3               |
|                  | AfD       |                  | 12,3              |
| Lutz Bommel      | PIRATEN   | 3,0              | 1,4               |

## Landtagswahl 2009
Bei der Landtagswahl 2009 wurde Anja Heinrich im Wahlkreis direkt gewählt.
Die weiteren Wahlkreisergebnisse:
| Direktkandidat     | Partei              | Erststimmen in % | Zweitstimmen in % |
| ------------------ | ------------------- | ---------------- | ----------------- |
| Klaus Richter      | SPD                 | 25,2             | 29,8              |
| Joachim Pfützner   | Die Linke           | 23,8             | 23,4              |
| Anja Heinrich      | CDU                 | 29,4             | 25,2              |
| -                  | DVU                 | -                | 02,0              |
| Andrea Schmidt     | GRÜNE               | 02,9             | 02,6              |
| Timo Gleinig       | FDP                 | 05,7             | 07,2              |
| Helfried Ehrling   | 50 Plus             | 02,1             | 01,1              |
| -                  | DKP                 | -                | 00,2              |
| -                  | REP                 | -                | 00,3              |
| -                  | Die-Volksinitiative | -                | 00,3              |
| Ronny Zasowk       | NPD                 | 04,4             | 03,7              |
| -                  | RRP                 | -                | 00,4              |
| Daniel Mende       | Freie Wähler        | 06,0             | 03,6              |
| Harald Klingenberg | Einzelbewerber      | 00,5             | -                 |

## Landtagswahl 2004
Die Landtagswahl 2004 hatte folgendes Ergebnis:
| Direktkandidat   | Partei          | Erststimmen in % | Zweitstimmen in % |
| ---------------- | --------------- | ---------------- | ----------------- |
| Detlev Leißner   | SPD             | 23,1             | 30,8              |
| Frank Werner     | CDU             | 30,0             | 23,6              |
| Ute Miething     | PDS             | 29,7             | 22,2              |
| –                | DVU             | –                | 11,3              |
| Jens-Uwe Siebert | GRÜNE           | 02,7             | 01,6              |
| Harald Sacher    | FDP             | 06,2             | 03,4              |
| Helfried Ehrling | AfW             | 08,4             | 01,3              |
| –                | AUB-Brandenburg | –                | 00,3              |
| –                | DKP             | –                | 00,1              |
| –                | GRAUE           | –                | 00,4              |
| –                | FAMILIE         | –                | 03,3              |
| –                | 50 Plus         | –                | 01,0              |
| –                | JA              | –                | 00,3              |
| –                | Offensive D     | –                | 00,0              |
| –                | BRB             | –                | 00,3              |